# Sabanalarga
Sabanalarga (spanisch für weite Ebene) ist eine Gemeinde (municipio) in Kolumbien im Departamento Atlántico.

## Geografie
Sabanalarga liegt 41 km südlich von Barranquilla nahe der kolumbianischen Karibikküste. Auf dem Gebiet der Gemeinde befindet sich ein Teil des Stausees El Guájaro. Sabanalarga grenzt im Norden an Usiacurí, Baranoa und Polonuevo, im Osten an Ponedera, im Süden an Candelaria und Manatí, im Südwesten an Repelón und im Westen an Luruaco und Piojó.

## Bevölkerung
Die Gemeinde Sabanalarga hat 103.050 Einwohner, von denen 77.226 im städtischen Teil (cabecera municipal) der Gemeinde leben (Stand: 2022).

## Geschichte
Die Geschichte von Sabanalarga reicht zurück in das 16. Jahrhundert, als das Gebiet der heutigen Gemeinde von vereinzelten Gruppen besiedelt wurde. Ab 1719 gab es eine erste Kirche. Die offizielle Gründung erfolgte 1744 vom Vizekönig Sebastián de Eslava y Lazaga angeordnet an der heutigen Stelle. Den Status einer Villa erhielt Sabanalarga 1833 und wurde damit Hauptort des vierten Kantons der Provinz Cartagena. 1860 wurde Sabanalarga Hauptstadt der neu geschaffenen Provinz Sabanalarga. Diese wurde 1905 mit Barranquilla zusammengelegt zum neuen Departamento Atlántico.

## Wirtschaft
Die wichtigsten Wirtschaftszweige von Sabanalarga sind die Landwirtschaft, die Rinderproduktion und der Handel. Insbesondere werden Zuckerrohr, Baumwolle, Mais und Bananen angebaut. Einmal im Jahr findet die wichtigste Viehausstellung der Region statt.

## Sport
In Sabanalarga war von 2010 bis 2013 Uniautónoma FC ansässig, ein ehemaliger Profifußballverein der Universidad Autónoma del Caribe. Der Verein absolvierte seine Heimspiele der zweiten Liga im Estadio Marcos Henríquez, das eine Kapazität von etwa 8.000 Plätzen hat. Nach dem Aufstieg in die erste Liga war das Stadion zu klein und der Verein zog nach Barranquilla. Nach dem erneuten Abstieg in die zweite Liga 2015 wurde der Verein aufgelöst und das Startrecht verkauft.